# Hohenberg (Dolna Austria)
Hohenberg – gmina targowa w Austrii, w kraju związkowym Dolna Austria, w powiecie Lilienfeld. Według Austriackiego Urzędu Statystycznego liczyła 1486 mieszkańców (1 stycznia 2014).